# تباره ویودز
تباره ویودز (انگلیسی: Tabaré Viúdez؛ زادهٔ ۸ سپتامبر ۱۹۸۹) بازیکن فوتبال اهل اروگوئه است.
از باشگاه‌هایی که در آن بازی کرده‌است می‌توان به باشگاه فوتبال ناسیونال اروگوئه، آ.ث. میلان، باشگاه ورزشی دفنسور، باشگاه ورزشی دفنسور، باشگاه فوتبال آمریکا، قاسم پاشا اسپور و ریور پلاته اشاره کرد.
وی همچنین در تیم‌های ملی فوتبال Uruguay U20 Uruguay Olympic بازی کرده‌است.